# Bohuslav Stočes
Bohuslav Stočes (20. srpna 1890, Lhota u Příbrami – 8. června 1969, Praha) byl český vysokoškolský učitel, báňský vědec a také rektor Vysoké školy báňské.

## Život
Bohuslav Stočes vystudoval reálnou školu v Táboře a následně pokračoval na Vysoké škole báňské v Přibrami. Zde složil druhou státní zkoušku z horního inženýrství. Na Vysoké škole báňské se stal asistentem na Ústavu mineralogie, geologie, paleontologie a nauky o ložiskách . V roce 1917 se stal doktorem báňských věd a v roce 1919 se stal docentem v oboru petrografie (tzv. "soukromý docent"). Dle  vystudoval na postgraduálním stupni geologii na Univerzitě Karlově v Praze. V roce 1920 se stal mimořádným a v roce 1930 řádným profesorem Vysoké škole báňské. V letech 1931 – 1932 a 1936 – 1937 zastával funkci rektora Vysoké školy báňské.. Na Vysoké škole báňské zůstal do roku 1948, následně byl penzionován. I po odchodu z VŠB se zabýval publikační a pedagogickou činností. Po vzniku první republiky patřil mezi iniciátory vzniku Státního ústavu geologického, který je dnes znám jako Česká geologická služba.

## Publikační a výzkumná činnost
Během svého života vytvořil velké množství posudků, zabýval se ložisky rud, uhlí, nafty, keramických a nerudních stavebních surovin. Pracoval s tématem vlivu poddolování na povrchové objekty a středočeským plutonem, objevil zdroj sklářského písku u Střelče (okres Jíčín). Působil v mnoha odborných časopisech a taktéž v komisích na národní i mezinárodní úrovni.
Osmidílná publikace Atlas dobývacích metod, ve které se zabýval historickými a současnými způsoby dolování, mu přinesla známost ve světě. Následně se stal členem Komise pro systematiku dobývacích metod ve Spolkové republice Německo. V Německu se proslavil především knihou Wahl und Beurteilung der Abbauverfahren im Bergbau.
- Nerostné suroviny (1947)
- Základy hornictví (1945, 1950 a 1951)
  - kniha byla přeložena do angličtiny (1951) a ruštiny (1957)
- 8dílný Atlas dobývacích metod (1954–1959)
- Wahl und Beurteilung der Abbauverfahren im Bergbau (1958, Stuttgart)